# Aureolaria flava
Aureolaria flava là loài thực vật có hoa thuộc họ Cỏ chổi. Loài này được (L.) Farw. mô tả khoa học đầu tiên năm 1918.

## Hình ảnh

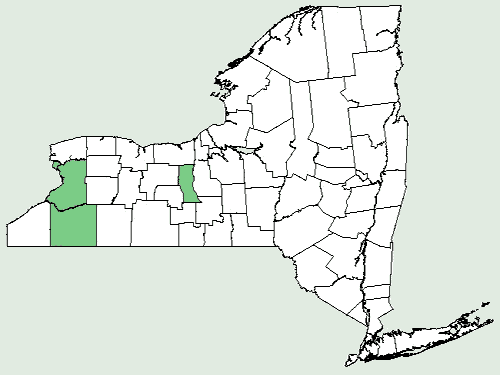
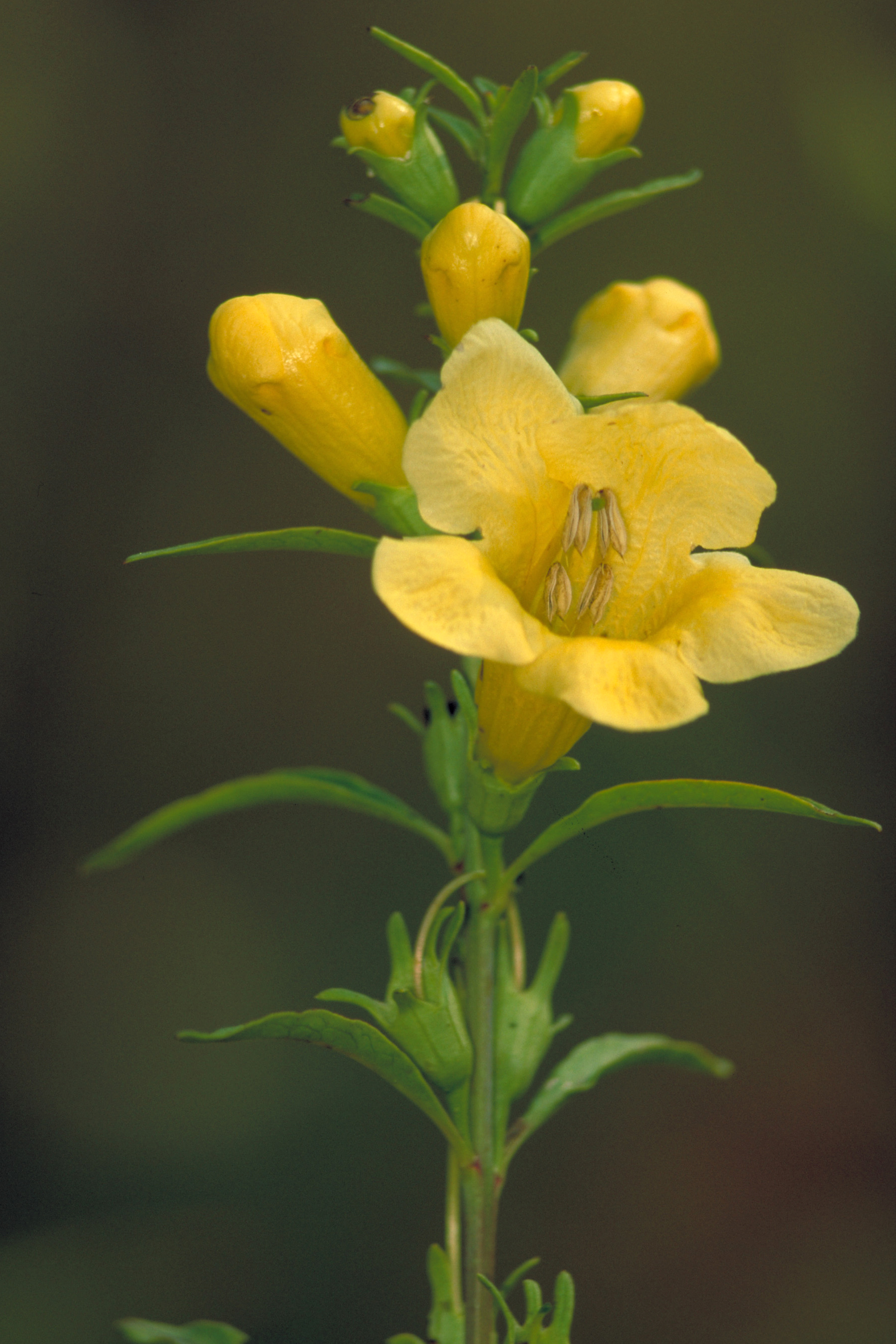